# Les Risques du métier
Les Risques du métier is een Franse film van André Cayatte die werd uitgebracht in 1967.
De film is een van de talrijke gerechtsdrama's die Cayatte verwezenlijkt heeft. De film knoopt opnieuw aan met de thematiek van een persoon die dreigt vermalen te worden door het raderwerk van het gerechtelijk systeem.
Jacques Brel maakte met deze film zijn filmdebuut.

## Verhaal
Jean Doucet is onderwijzer in een Normandisch dorp. Hij wordt door iedereen geliefd en gewaardeerd voor zijn inzet. Op een dag wordt hij door een leerlinge beschuldigd van een verkrachtingspoging. Tijdens het politieverhoor ontkent Doucet de feiten en zegt dat hij valselijk beschuldigd wordt. 
Maar tijdens het onderzoek leggen nog twee andere meisjes verklaringen af waaruit blijkt dat Doucet zich schuldig gemaakt heeft aan seksueel misbruik. Hij wordt van pedofilie beticht. Zonder verweer tegen de beschuldigingen wordt hij het slachtoffer van laster en vernedering. Zijn vrouw besluit haar eigen onderzoek te voeren.

## Rolverdeling
| Acteur            | Personage                          |
| ----------------- | ---------------------------------- |
| Jacques Brel      | Jean Doucet, de onderwijzer        |
| Emmanuelle Riva   | Suzanne Doucet, zijn vrouw         |
| René Dary         | mijnheer Baudouin, de burgemeester |
| Nathalie Nell     | Helène Arnaud                      |
| Delphine Desyeux  | Catherine Roussel                  |
| Christine Simon   | Brigitte Canet                     |
| Chantal Martin    | Josette Monnier                    |
| Christine Fabréga | mevrouw Roussel                    |
| Jacques Harden    | Robert Arnaud                      |
| Gabriel Gobin     | de onderzoeksrechter               |
| Nadine Alari      | mevrouw Arnaud                     |
| Muriel Baptiste   | Martine Augier                     |
| Albert Michel     | Lucien Canet                       |
| Marius Laurey     | Maurice Roussel                    |
| Jacques Dynam     | inspecteur Michaud                 |
| Jean Mauvais      | inspecteur Lambert                 |
| Claudine Berg     | mevrouw Canet                      |
| Robert Le Béal    | advocaat van Doucet                |
| Gilberte Géniat   | mevrouw Monnier                    |
| Michel Ferrand    | mijnheer Monnier                   |
| Christine Delpin  | Annette Thomas                     |
| Marc Didtsch      | Philippe Augier                    |
| Roland Demongeot  | Gérard                             |
| Claudine Berg     | mevrouw Cault                      |
| Catherine Wagener | Sylvie                             |
| Michel Buades     | Miguel Amado                       |
| Maurice Nasil     | de dokter                          |
| Robert Piatte     | mijnheer Bourgeon                  |
| Janine Darcey     | mevrouw Baudouin                   |
| Roger Trapp       | mijnheer Thomas                    |
| Nicole Desailly   | mevrouw Thomas                     |
| Marcel Pérès      | Vignal                             |
| Michel Charrel    | een gedetineerde                   |
| Dominique Zardi   | een gedetineerde                   |
| Michel Such       | de ijsverkoper                     |
| Robert Desvaux    | de griffier                        |